# Ненчо Рашев
Ненчо Цачев Рашев е читалищен деец и дарител.

## Биография
Роден е през 1889 г. в Ловеч. Майка му Иванка е от рода на националреволюционера Никола Сирков-Халача. Завършва Априловската гиманзия и специалност математика във физико-математическия факултет на Софийския университет. Живее и работи в родния си град. Препитава се от земеделие и уроци по математика и цигулка.
Занимава се с астрономия и участва в културния живот на Ловеч. Оркестрант в самодейните състави на Камен Луков и Евстати Павлов. Любимо негово занимание е събирането и записването на текста и мелодията на български народни песни от Ловеч. Хармонизира за мандолина и китара 600 народни песни. Композира валсове и пише стихотворения. Участва активно в живота на Ловчанското читалище „Наука“. Своето творчесво завещава на Регионален исторически музей, Ловеч. Дарява на Община Ловеч бащината си къща. Тя е реставрирана и днес е част от Етнографски комплекс „Драсова и Рашова къщи“.